# Valeria Archimó
Valeria Constanza Archimaut (sinh ngày 14 tháng 1 năm 1972), được biết đến với nghệ danh Valeria Archimó, là một vũ công sân khấu, giám sát, biên đạo múa và giám đốc sáng tạo vũ kịch sân khấu người Argentina. Cô được biết đến khi tham gia nhiều cuộc thi khiêu vũ, bao gồm Giải vô địch thế giới khiêu vũ lần thứ hai, trong đó cô kết thúc ở vị trí thứ 3 cùng với bạn nhảy của mình, Juan Leandro Nimo. Archimó cũng được biết đến với công việc của mình và nhiều lần được so sánh với các giám sát viên đồng nghiệp, Adabel Guerrero và Mónica Farro.

## Sân khấu

### 2006-2010: Barbieri, Cherruti, Reech, Guerrero và Farro
Đầu năm 2007, Archimó, người lúc đó vẫn được biết đến với tên tiếng Pháp (Archimaut) đã ký hợp đồng với bộ phim hài và nhạc kịch, "Irresistible, Otra Historia De Humor", phần tiếp theo của "Inolvidable, Una Historia De Humor". Cô là vedette đầu tiên của chương trình, những người khác trong vở nhạc kịch nơi Adabel Guerrero và Sabrina Ravelli, các vũ công chính và vedettes xuất sắc. Sergio Marcos là tác giả chính, Reina Reech là giám đốc sáng tạo và Miguel Ángel Cherruti là nhà sản xuất chính, ngoài diễn xuất trên tạp chí nhà hát. Carmen Barbieri là nhân vật chính của nó nhảy múa, diễn xuất, ca hát, độc thoại và thậm chí chỉ đạo. Năm 2008, cô tái ký hợp đồng để tiếp tục với Barbier và Cherruti trong phần tiếp theo thứ hai của họ, "Incomparable, El Humor Continúa", nhưng lần này cô sẽ làm việc với tư cách là biên đạo múa trưởng chứ không phải là một nhân vật trong vở nhạc kịch. Các nhân vật trong đó: Matías Sayágo, Cristian Ponce, Vanina Escudero, Adabel Guerrero, Rodrigo Rodríguez, Diego Reinhold, Celina Rucci, Miguel Ángel Cherutti và được dẫn dắt bởi Carmen Barbieri, đạo diễn bởi Cherruti và Reech. Năm đó, cô là vũ công vedette đầu tiên của "Planeta Show".
Archimaut sau đó vào năm 2008 trở lại hợp tác với Guerrero và cũng với Mónica Farro với tư cách là ba vedette đầu tiên của vở nhạc kịch "La Fiesta Está En El Lago", dẫn đầu bởi Florencia De La V và el Negro Álvarez. Như mọi khi, cô ấy đã thể hiện khả năng nhảy nhào lộn tuyệt vời của mình bằng những điệu nhảy tự biên đạo của riêng mình và tiếp tục trong buổi tổng duyệt năm 2009 và tiếp tục trong phần tiếp theo của công ty, "Y Ahora, La Fiesta Está En El Tabarís". Lần này, cô là vedette đầu tiên của chương trình tạp chí, là Farro khi làm việc trong chương trình thay thế của Barbieri (vẫn ở cùng công ty nhà hát) và sau đó tiếp tục làm việc với el Negro Álvarez với tư cách là giám sát viên của anh và nhà sản xuất riêng của cô và Guerrero chuyển đến một vở hài kịch âm nhạc cổ điển hơn và nhiều chương trình tái hiện được cô ấy trình diễn cũng như thu âm. Năm 2010, Valeria đã đi biểu diễn trong "Gracias A La Villa" cùng với một dàn diễn viên lớn, diễn viên, vũ công và diễn viên hài.